# Kepler-1625
Kepler-1625 è una stella di magnitudine 14 situata nella costellazione del Cigno, distante circa 8000 anni luce dal sistema solare. È una stella con una massa simile a quella del Sole, mentre il suo raggio è dell'80% superiore. Nel 2016, tramite il telescopio spaziale Kepler, è stato scoperto orbitare attorno ad essa un pianeta extrasolare del tipo gigante gassoso, che potrebbe trovarsi nella zona abitabile della stella.
Il 3 ottobre 2018 è stata attestata la presenza di un'esoluna orbitante sul gigante gassoso, la conferma deriva dai nuovi dati raccolti dal telescopio spaziale Hubble e dal confronto con vecchie analisi del telescopio spaziale Kepler. Il satellite risulta di dimensioni notevoli con un volume stimato simile a quello del pianeta Nettuno.
Satelliti di simili caratteri sono ignoti nel nostro sistema solare e questa scoperta "potrebbe generare nuove informazioni sullo sviluppo dei sistemi planetari e portare gli astronomi ad una revisione sulle teorie alla base della formazione dei satelliti naturali".

## Caratteristiche fisiche
Nonostante la massa simile, la stella ha un raggio ben più elevato di quello del Sole, che unito ad una temperatura superficiale un po' più bassa suggerisce che essa potrebbe aver lasciato la sequenza principale entrando nello stadio di subgigante, ossia all'inizio dello stadio finale della sua esistenza, che la porterà successivamente ad aumentare ancor più le sue dimensioni abbassando ulteriormente la sua temperatura, divenendo una gigante rossa.

## Sistema planetario
Il gigante gassoso scoperto con Kepler ha una massa una decina di volte quella di Giove e un periodo orbitale di poco più di 287 giorni. Il suo raggio è paragonabile a quello di Giove, mentre la sua massa è superiore, essendo circa il triplo di quella gioviana.

### Possibile esoluna
Le curve di luce dei tre transiti planetari finora osservati suggeriscono la presenza di una esoluna gigante attorno al pianeta, delle dimensioni paragonabili a quelle di Nettuno. La luna candidata è stata per ora denominata Kepler-1625 b I, e potrebbe trovarsi a circa 20 raggi planetari di distanza dal pianeta.
Osservazioni previste con il telescopio spaziale Hubble durante i transiti potrebbero dare ulteriori conferme sulla presenza dell'esoluna gigante.

### Prospetto del sistema
| Pianeta | Massa    | Raggio   | Periodo orb.  | Sem. maggiore | Incl. orbita | Scoperta |
| ------- | -------- | -------- | ------------- | ------------- | ------------ | -------- |
| b       | ≤11,6 MJ | 0,541 rJ | 287,38 giorni | ~ 1 UA        | 89,97°       | 2016     |